# Dichotomius amplicollis
Dichotomius amplicollis là một loài bọ cánh cứng trong họ Bọ hung (Scarabaeidae).